# Сокул (Дрогобич)
Сокул (пол. D. S. «Sokół») — польський футбольний клуб, який існував у Дрогобичі в період другої Речі Посполитої.

## Історія створення
Львівська польська організація «Сокул» постала у 1867 р., а її дрогобицька філія на чолі з президентом Л. Вішнєвським 24 квітня 1890 р., але найімовірніше футбол не культивувала. Після відновлення Польської республіки у 1918 р. керіваники «сокільської» організації звернули увагу на футбол. Згідно даних книги «Rocznik Polskiego Zwiazku Pilki Noznej», виданій до 5-річчя організації, під егідою Львівської окружної футбольної спілки (LOZPN) станом на 20 лютого 1925 р. перебувало три клуби Дрогобича, з-поміж них і «Sokoli K. S. Czarni». Назва клубу дає підстави припустити про тісний зв'язок «Сокула» з дрогобицькою філією львівських «Чарних», а футболісти «Чарних» походили з товариства «Сокул». Автори додатку до часопису «Галицький футбол» зазначають, що клуб під такою назвою постав 1925 р. як правонаступник «Чарних». А вже у 1926 р. зусиллями товариства було побудовано стадіон «Сокула».

## Першість Львівської окружної футбольної спілки
1926 р. «Сокул» вже був учасником першості LOZPN по класу С. Разом з тим газета «Echo Karpackie» констатувала, що чемпіон класу С має невелику підтримку з боку громадськості. Перемога у турнірі дала змогу наступного сезону дебютувати у класі В. Протягом 1927—1929 рр. команда була переможцем класу В у підкарпатській групі Дрогобич. Але у фінальних матчах за вихід до класу А дрогобицькому колективу не вдалося здобути підвищення, поступаючись у 1928 р. «Ресовії» (Ряшів), а у 1929 р. «Руху» (Перемишль) та «Баркохба» (Ряшів). Проміжний успіх став наслідком активної дії керівництва товариства не лише у забезпеченні матеріальної стабільності команди, але й кадровому підсиленні за рахунок футболістів місцевої «Тисмениці». За «Сокул» виступали й дрогобицькі гравці українського походження, які з невідомих причин не мали змоги захищати кольори «Підгір'я». Львівський часопис «Діло» називав їх найсильнішими виконанвцями «Сокула». Про амбітні плани очільників товариства свідчить інформація спеціалізованого краківського часопису, головним редактором якого протягом 1926—1931 рр. був уродженець Дрогобича Казімеж Вежинський, де 1927 р. подавалася інформація, що «у Дрогобичі сенсація. Тут тамтешній „Сокул“ 26 числа минулого місяця телеграфічно зголосився приєднатися до Ліги». Цілком ймовірно, що йшлося про Польську футбольну Лігу, створену найсильнішими командами країни в грудні 1926 р. До неї увійшло 14 команд, з них 3 львівські — «Поґонь», «Чарні» й «Гасмонея», а «Сокул» навіть на регіональному рівні не був лідером. Остання згадка про футбольні матчі «Сокула» припадає на червень 1930 р.. Тодішня преса повідомляла, що вже в 1930 р. команда не брала участі у першості LOZPN через відсутність футбольного поля, котре б відповідало вимогам організації. Але саме товариство працювало й надалі, про що свідчить участь у хокейних матчах 1933 р. й викарбуваний у 1934 р. значок.

## Товариські матчі
Протягом 1920-х рр. команда регулярна пробувала свої сили у товариських поєдинках, з-поміж яких виділяється гра проти львівської «України», проведеної в Дрогобичі 9 вересня 1928 р. Львівський колектив змагався по класу А, тому матч мав стати випробуванням для амбітної дрогобицької дружини, яке вони успішно пройшли, хоча й зазнали поразки 5:6. Прикметно, що у складі гостей був відомий у недалекому майбутньому дрогобицький футболіст Р. Сасик.

## Найвідоміші футболісти
- Климент Кіцила
- Костянтин Кіцила
- Стефан Татарський
- Юліан Татарський
- Зенон Хрущ